# Jean-Pascal van Ypersele

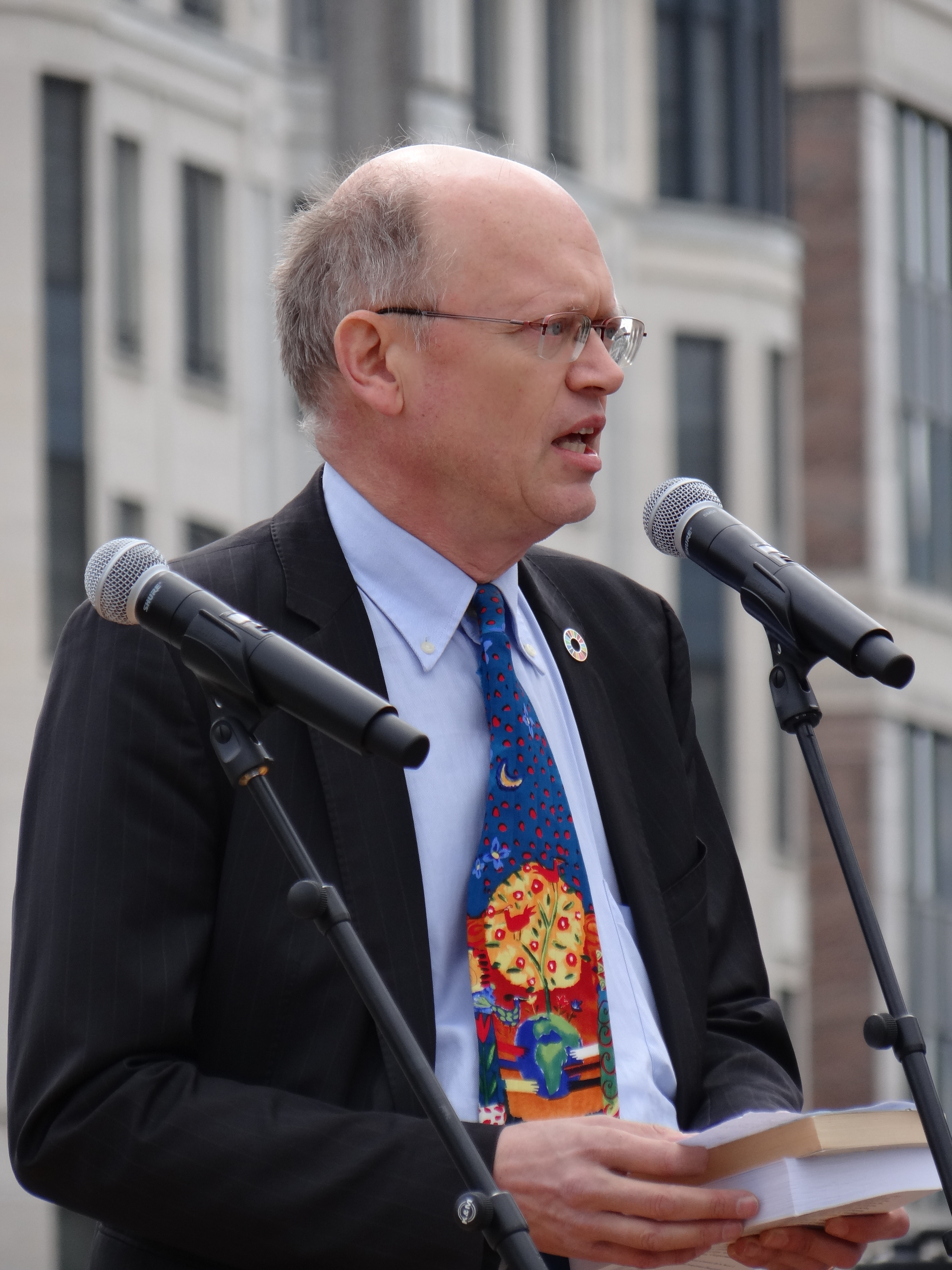
van Ypersele in Brüssel, 2017

Jean-Pascal van Ypersele de Strihou (* 14. April 1957) ist ein belgischer Klimatologe.

## Leben
Van Ypersele forscht und lehrt als Professor am „Institut für Astronomie und Geophysik Georges Lemaître“ der Université catholique de Louvain. Er ist zudem Mitglied des belgischen „Conseil Fédéral du Développement Durable“ und Präsident der Arbeitsgruppe Energie und Klima.
Van Ypersele wurde in den Weltklimarat IPCC berufen und war im Jahr 2007 als Vice-Chair der Arbeitsgruppe II „Impacts, Adaptation and Vulnerability“ in verantwortlicher Position an der Erstellung des Vierten Sachstandsberichts beteiligt.

## Ausgewählte Publikationen
- Gregor Hagedorn, Peter Kalmus, Michael Mann, Sara Vicca, Joke Van den Berge, Jean-Pascal van Ypersele, Dominique Bourg, Jan Rotmans, Roope Kaaronen, Stefan Rahmstorf, Helga Kromp-Kolb, Gottfried Kirchengast, Reto Knutti, Sonia I. Seneviratne, Philippe Thalmann, Raven Cretney, Alison Green, Kevin Anderson, Martin Hedberg, Douglas Nilsson, Amita Kuttner, Katharine Hayhoe: Concerns of young protesters are justified. In: Science. Vol 364, Vol 364, 2019, doi:10.1126/science.aax3807.